# 67. ceremonia wręczenia nagród Grammy
67. ceremonia wręczenia nagród Grammy, prestiżowych amerykańskich nagród muzycznych wręczanych przez Narodową Akademię Sztuki i Techniki Rejestracji odbyła się w niedzielę, 2 lutego 2025 roku. Gala miała miejsce na arenie Crypto.com Arena w Los Angeles, a w jej trakcie zostały rozdane honoraria dla muzyków za ich osiągnięcia w przedziale od 16 września 2023 roku do 30 sierpnia 2024 roku. Południowoafrykański komik Trevor Noah, który był gospodarzem 63., 64.,  65. oraz 66. ceremonii, pojawił się jako gospodarz po raz piąty.
Nominacje zostały ogłoszone przez Brandy Clark, Kirka Franklina, Davida Frosta, Roberta Gordona, Kylie Minogue, Victorię Monét, Gaby Moreno, Deanie Parker, Marka Ronsona, Bena Platta i Hayley Williams 8 listopada podczas transmisji na żywo na oficjalnym kanale Grammy w serwisie YouTube. Amerykańska wokalistka Beyoncé otrzymała 11 nominacji do nagrody, dzięki temu stała się najczęściej nominowaną artystką w historii tych prestiżowych nagród. Charli XCX i Post Malone otrzymali po osiem nominacji.

## Nagrody i nominacje
Zwycięzcy zostali wymienieni jako pierwsi oraz wyróżnieni pogrubioną czcionką

### Obszar generalny
| Nagranie roku | Album roku |
| --- | --- |
| - "Not Like Us" − Kendrick Lamar - "Now and Then" − The Beatles - "Espresso" − Sabrina Carpenter - "360" − Charli XCX - "Birds of a Feather" − Billie Eilish - "Good Luck, Babe!" − Chappell Roan - "Fortnight" − Taylor Swift feat. Post Malone - "Texas Hold 'Em" − Beyoncé                                          | - Cowboy Carter – Beyoncé - New Blue Sun − André 3000 - Short n' Sweet − Sabrina Carpenter - Brat − Charli XCX - Djesse Vol. 4 − Jacob Collier - Hit Me Hard and Soft – Billie Eilish - The Rise and Fall of a Midwest Princess − Chappell Roan - The Tortured Poets Department – Taylor Swift |
| Piosenka roku | Najlepszy nowy artysta |
| - "Not Like Us" − Kendrick Lamar - "A Bar Song (Tipsy)" – Shaboozey - "Birds of a Feather" − Billie Eilish - "Die with a Smile" − Lady Gaga & Bruno Mars - "Fortnight" − Taylor Swift feat. Post Malone - "Good Luck, Babe!" − Chappell Roan - "Please Please Please" – Sabrina Carpenter - "Texas Hold 'Em" − Beyoncé | - Chappell Roan - Benson Boone - Sabrina Carpenter - Doechii - Khruangbin - Raye - Shaboozey - Teddy Swims |
| Producent Roku | Autor piosenek roku |
| - Daniel Nigro - Alissia - Dernst "D'Mile" Emile II - Ian Fitchuk - Mustard | - Amy Allen - Jessi Alexander - Edgar Barrera - Jessie Jo Dillon - Raye |

### Pop i Dance/Electronic
| Najlepszy występ popowy, solo | Najlepszy występ popowy w duecie/grupowy |
| --- | --- |
| - "Espresso" − Sabrina Carpenter - "Bodyguard" − Beyoncé - "Apple" − Charli xcx - "Birds of a Feather" − Billie Eilish - "Good Luck, Babe!" − Chappell Roan                                                             | - "Die with a Smile" − Lady Gaga & Bruno Mars - "Us" − Gracie Abrams feat. Taylor Swift - "Levii's Jeans" − Beyoncé feat. Post Malone - "Guess" − Charli xcx e Billie Eilish - "The Boy Is Mine" − Ariana Grande, Brandy & Monica |
| Najlepszy album wokalny pop | Najlepsze nagranie taneczne/elektroniczne |
| - Short n' Sweet − Sabrina Carpenter - Hit Me Hard and Soft − Billie Eilish - Eternal Sunshine − Ariana Grande - The Rise and Fall of a Midwest Princess − Chappell Roan - The Tortured Poets Department − Taylor Swift | - "Neverender" – Justice & Tame Impala - "She's Gone, Dance On" – Disclosure - "Loved" – Four Tet - "Leavemealone" – Fred Again & Baby Keem - "Witchy" – Kaytranada feat. Childish Gambino                                        |
| Najlepsze nagranie pop/dance | Najlepszy album taneczny/elektroniczny |
| - "Von Dutch" − Charli xcx - "Make You Mine" − Madison Beer - "L'Amour de Ma Vie (Over Now Extended Edit)" − Billie Eilish - "Yes, And?" − Ariana Grande - "Got Me Started" − Troye Sivan                               | - Brat − Charli xcx - Three − Four Tet - Hyperdrama − Justice - Timeless − Kaytranada - Telos − Zedd |

### Rock, Metal i Muzyka Alternatywna
| Najlepszy występ rockowy | Najlepszy występ metalowy |
| --- | --- |
| - "Now and Then" – The Beatles - "Beautiful People (Stay High)" – The Black Keys - "The American Dream Is Killing Me" – Green Day - "Gift Horse" – Idles - "Dark Matter" – Pearl Jam - "Broken Man" – St. Vincent | - "Mea Culpa (Ah! Ça ira!)" – Gojira, Marina Viotti & Victor Le Masne - "Crown of Horns" – Judas Priest - "Suffocate" – Knocked Loose feat. Poppy - "Screaming Suicide" – Metallica - "Cellar Door" – Spiritbox |
| Najlepsza piosenka rockowa | Najlepszy album rockowy |
| - "Broken Man" – St. Vincent - "Beautiful People (Stay High)" – The Black Keys - "Dark Matter" – Pearl Jam - "Dilemma" – Green Day - "Gift Horse" – Idles                                                         | - Hackney Diamonds – The Rolling Stones - Happiness Bastards – The Black Crowes - Romance – Fontaines D.C. - Saviors – Green Day - Tangk – Idles - Dark Matter – Pearl Jam - No Name – Jack White               |
| Najlepszy występ muzyki alternatywnej | Najlepszy album z muzyką alternatywną |
| - "Flea" – St. Vincent - "Neon Pill" – Cage The Elephant - "Song of the Lake" – Nick Cave & The Bad Seeds - "Starburster" – Fontaines D.C. - "Bye Bye" – Kim Gordon                                               | - All Born Screaming – St. Vincent - Wild God – Nick Cave & The Bad Seeds - Charm – Clairo - The Collective – Kim Gordon - What Now – Brittany Howard                                                           |

### R&B, Rap i Poezja słowa mówionego
| Najlepszy występ R&B | Najlepszy występ tradycyjny R&B |
| --- | --- |
| - "Made For Me (Live on BET)" – Muni Long - "Guidance" – Jhené Aiko - "Residuals" – Chris Brown - "Here We Go (Uh Oh)" – Coco Jones - "Saturn" – SZA                                                                            | - "That's You" – Lucky Daye - "Wet" – Marsha Ambrosius - "Can I Have This Groove" – Kenyon Dixon - "No Lie" – Lalah Hathaway feat. Michael McDonald - "Make Me Forget" – Muni Long |
| Najlepsza piosenka R&B | Najlepszy album progresywnego R&B |
| - "Saturn" – SZA - "After Hours" – Kehlani - "Burning" – Tems - "Here We Go (Uh Oh)" – Coco Jones - "Ruined Me" – Muni Long | - Why Lawd? – NxWorries (Anderson .Paak & Knxwledge) - So Glad to Know You – AverySunshine - En Route – Durand Bernarr - Bando Stone & the New World – Childish Gambino - Crash – Kehlani |
| Najlepszy album R&B | Najlepszy występ rapowy |
| - 11:11 (Deluxe) – Chris Brown - Vantablack – Lalah Hathaway - Revenge – Muni Long - Algorithm – Lucky Daye - Coming Home – Usher                                                                                               | - "Not Like Us" – Kendrick Lamar - "Enough (Miami)" – Cardi B - "When The Sun Shines Again" – Common & Pete Rock feat. Posdnuos - "Nissan Altima" – Doechii - "Houdini" – Eminem - "Like That" – Future, Metro Boomin & Kendrick Lamar - "Yeah Glo!" – Glorilla                                                                 |
| Najlepszy występ rapowy/śpiewany | Najlepsza piosenka rapowa |
| - "3:AM" – Rapsody feat. Erykah Badu - "Kehlani" – Jordan Adetunji feat. Kehlani - "Spaghettii" – Beyoncé feat. Linda Martell & Shaboozey - "We Still Don't Trust You" – Future, Metro Boomin & The Weeknd - "Big Mama" – Latto | - "Not Like Us" – Kendrick Lamar - "Asteroids" – Rapsody feat. Hit-Boy - "Carnival" – ¥$ (Kanye West e Ty Dolla Sign) feat. Rich the Kid & Playboi Carti - "Like That" – Future e Metro Boomin feat. Kendrick Lamar - "Yeah Glo!" – Glorilla                                                                                    |
| Najlepszy album hip-hopowy | Najlepszy album z poezją mówioną |
| - Alligator Bites Never Heal – Doechii - Might Delete Later – J. Cole - The Auditorium, Vol. 1 – Common e Pete Rock - The Death of Slim Shady (Coup de Grâce) – Eminem - We Don't Trust You – Future e Metro Boomin             | - The Heart, The Mind, The Soul – Tank and the Bangas - Civil Writes: The South Got Something to Say – Queen Sheba - Concrete & Whiskey Act II Part 1: A Bourbon 30 Series – Omari Hardwick - Good M.U.S.I.C. Universe Sonic Sinema Episode 1: In the Beginning Was the Word – Malik Yusef - The Seven Number Ones – Mad Skillz |

### Country i American Roots
| Najlepszy występ country, solo | Najlepszy występ country w duecie/grupowy |
| --- | --- |
| - "It Takes a Woman" – Chris Stapleton - "16 Carriages" – Beyoncé - "I Am Not Okay" – Jelly Roll - "The Architect" – Kacey Musgraves - "A Bar Song (Tipsy)" – Shaboozey                 | - "II Most Wanted" – Beyoncé and Miley Cyrus - "Cowboys Cry Too" – Kelsea Ballerini and Noah Kahan - "Break Mine" – Brothers Osborne - "Bigger Houses" – Dan + Shay - "I Had Some Help" – Post Malone feat. Morgan Wallen |
| Najlepsza piosenka country | Najlepszy album country |
| - "The Architect – Kacey Musgraves - "A Bar Song (Tipsy)" – Shaboozey - "I Am Not Okay" – Jelly Roll - "I Had Some Help" – Post Malone feat. Morgan Wallen - "Texas Hold 'Em" – Beyoncé | - Cowboy Carter – Beyoncé - F-1 Trillion – Post Malone - Deeper Well – Kacey Musgraves - Higher – Chris Stapleton - Whirlwind – Lainey Wilson                                                                             |
| Najlepszy utwór American Roots | Najlepszy Album – Americana |
| - "American Dreaming" – Sierra Ferrell - "Ahead of the Game" – Iron & Wine feat. Fiona Apple - "All My Friends" – Aoife O'Donovan - "Blame It on Eve" – Shemekia Copeland               | - Trail of Flowers – Sierra Ferrell - The Other Side – T Bone Burnett - $10 Cowboy – Charley Crockett - Polaroid Lovers – Sarah Jarosz - No One Gets Out Alive – Maggie Rose - Tigers Blood – Waxahatchee                 |

### Gospel i Muzyka Chrześcijańska
| Najlepszy występ/utwór gospel | Najlepszy występ/utwór muzyki chrześcijańskiej |
| --- | --- |
| - "One Hallelujah" – Tasha Cobbs Leonard, Erica Campbell & Israel Houghton feat. Jonathan McReynolds & Jekalyn Carr - "Church Doors" – Yolanda Adams - "Hold On (Live)" – Ricky Dillard - "Holy Hands" – DOE - "Yesterday" – Melvin Crispell III | - "That's My King" – CeCe Winans - "Firm Foundation (He Won't)" – Honor & Glory feat. Disciple - "Holy Forever (Live)" – Bethel Music & Jenn Johnson feat. CeCe Winans - "In The Name Of Jesus" – JWLKRS Worship & Maverick City Music feat. Chandler Moore - "In The Room" – Maverick City Music, Naomi Raine & Chandler Moore feat. Tasha Cobbs Leonard - "Praise" – Elevation Worship feat. Brandon Lake, Chris Brown & Chandler Moore |
| Najlepszy album gospel | Najlepszy album muzyki chrześcijańskiej |
| - More Than This – CeCe Winans - Choirmaster II (Live) – Ricky Dillard - Covered Vol. 1 – Melvin Crispell III - Father's Day – Kirk Franklin - Still Karen – Karen Clark Sheard                                                                  | - Heart of a Human – DOE - Coat of Many Colors – Brandon Lake - Child of God – Forrest Frank - The Maverick Way Complete – Maverick City Music, Naomi Raine & Chandler Moore - When Wind Meets Fire – Elevation Worship |
| Najlepszy album roots gospel | |
| - Church – Cory Henry - Loving You – The Nelons - Rhapsody – The Harlem Gospel Travelers - The Gospel According To Mark – Mark D. Conklin - The Gospel Sessions, Vol 2 – Authentic Unlimited                                                     | |

### Latin, Global, African, Reggae i New Age, Ambient
| Najlepszy album latin pop | Najlepszy album Música Urbana |
| --- | --- |
| - Las Mujeres Ya No Lloran – Shakira - Funk Generation – Anitta - El Viaje – Luis Fonsi - García – Kany García - Orquídeas – Kali Uchis                                                                | - Las Letras Ya No Importan – Residente - Nadie Sabe Lo Que Va a Pasar Mañana – Bad Bunny - Rayo – J Balvin - Ferxxocalipsis – Feid - Att. – Young Miko |
| Najlepszy album latin rockowy/alternatywny | Najlepszy występ muzyki afrykańskiej |
| - ¿Quién Trae las Cornetas? – Rawayana - Compita del Destino – El David Aguilar - Pa' Tu Cuerpa – Cimafunk - Autopoiética – Mon Laferte - Grasa – Nathy Peluso                                         | - "Love Me JeJe" – Tems - "Tomorrow" – Yemi Alade - "MMS" – Asake & Wizkid - "Sensational" – Chris Brown feat. Davido e Lojay - "Higher" – Burna Boy |
| Najlepszy album reggae | Najlepszy album New Age, Ambient, Chant |
| - Bob Marley: One Love - Music Inspired By The Film (Deluxe) – różni wykonawcy - Take It Easy – Collie Buddz - Party With Me – Vybz Kartel - Never Gets Late Here – Shenseea - Evolution – The Wailers | - Triveni – Wouter Kellerman, Éru Matsumoto & Chandrika Tandon - Break of Dawn – Ricky Kej - Chapter II: How Dark It Is Before Dawn – Anoushka Shankar - Opus – Ryuichi Sakamoto - Visions Of Sounds De Luxe – Chris Redding - Warriors Of Light – Radhika Vekaria |

### Dzieci, Komedia, Audio Book, Media Wizualne i Teledysk/Film
| Najlepszy album dziecięcy | Najlepszy album komediowy |
| --- | --- |
| - Lucky Diaz and the Family Jam Band – Brillo, Brillo! - Lucy Kalantari & The Jazz Cats – Creciendo - John Legend – My Favorite Dream - Rock for Children – Solid Rock Revival - Divinity Roxx and Divi Roxx Kids – World Wide Playdate | - The Dreamer – Dave Chappelle - Armageddon – Ricky Gervais - The Prisoner – Jim Gaffigan - Someday You'll Die – Nikki Glaser - Where Was I – Trevor Noah                                                                                       |
| Najlepszy audio book/nagranie narracji | Najlepsza ścieżka dźwiękowa – kompilacja do medium wizualnego |
| - Last Sunday in Plains: A Centennial Celebration – Jimmy Carter - All You Need Is Love: The Beatles In Their Own Words – Guy Oldfield - ...And Your Ass Will Follow – George Clinton - Behind the Seams: My Life in Rhinestones – Dolly Parton - My Name Is Barbra – Barbra Streisand                                                                                     | - Maestro – London Symphony Orchestra, Yannick Nézet-Séguin & Bradley Cooper - Kolor purpury – różni wykonawcy - Deadpool & Wolverine – różni wykonawcy - Saltburn – różni wykonawcy - Twisters – różni wykonawcy                               |
| Najlepsza ścieżka dźwiękowa do medium wizualnego | Najlepsza ścieżka dźwiękowa do gry wideo i innych mediów interaktywnych |
| - Diuna: Część druga – Hans Zimmer - Amerykańska fikcja – Laura Karpman - Challengers – Trent Reznor and Atticus Ross - Kolor purpury – Kris Bowers - Szōgun – Nick Chuba, Atticus Ross and Leopold Ross | - Wizardry: Proving Grounds of the Mad Overlord – Winifred Phillips - Avatar: Frontiers of Pandora – Pinar Toprak - God of War Ragnarök: Valhalla – Bear McCreary - Marvel's Spider-Man 2 – John Paesano - Star Wars Outlaws – Wilbert Roget II |
| Najlepszy utwór stworzony do medium wizualnego | |
| - "It Never Went Away" – Jon Batiste z filmu Jon Batiste: Amerykańska symfonia - "Ain't No Love In Oklahoma" – Luke Combs z filmu Twisters - "Better Place" – 'N Sync & Justin Timberlake z filmu Trolle 3 - "Can't Catch Me Now" – Olivia Rodrigo z filmu Igrzyska śmierci: Ballada ptaków i węży - "Love Will Survive" – Barbra Streisand z filmu Tatuażysta z Auschwitz | |
| Najlepszy teledysk | Najlepszy film muzyczny |
| - "Not Like Us" – Kendrick Lamar - "Tailor Swif" – ASAP Rocky - "360" – Charli xcx - "Houdini" – Eminem - "Fortnight" – Taylor Swift com part. de Post Malone | - American Symphony – Jon Batiste - June – June Carter - Kings From Queens – Run-D.M.C. - Stevie Van Zandt: Disciple – Steven Van Zandt - The Greatest Night In Pop – Vários Artistas                                                           |